# Cornelis Evertsen den äldre
Cornelis Evertsen den äldste, född 4 augusti 1610, död 11 juni 1666, var en nederländsk sjömilitär. Han var bror till Johan Evertsen, far till Cornelis Evertsen den yngste och farbror till Cornelis Evertsen den yngre.
Cornelis Evertsen tjänade först under sin äldre bror, var sedan en tid kapare, men deltog 1639 i slaget vid The Downs. Evertsen blev 1652 under engelska kriget kommendör, och utmärkte sig i flera sjöslag men blev slutligen fången. År 1654 befordrades han till schoutbynacht och deltog 1659 i sjötåget till Öresund och bidrog verksamt till intagandet av Kærteminde och Nyborg. Efter strider mot barbareskstaterna blev han 1664 viceamiral och 1665 i broderns ställe amirallöjtnant för Zeeland, men stupade 1666 i fyradagarsslaget mellan Dunkerque och Deal.